# Тринидад (Куба)
Тринида́д (исп. Trinidad, «Троица») — город, административный центр провинции Санкти-Спиритус Республики Куба.

## Географическое положение
Находится на побережье в южной части острова, у залива Пуэрто де Казильда Карибского моря.

## История
Основан 4 января 1514 года конкистадором Диего Веласкесом.
В XVIII — начале XIX в. в. город являлся одним из культурных центров острова. 
В 1890-е годы население города составляло около 60 тыс. человек, основой экономики в это время был порт, через который вывозили сахар, ром и пчелиный мёд.
После Кубинской революции 1959 года развивался как центр туризма и отдыха (здесь был построен мотель "Лас Куэвас", оборудован пляж "Анкон" и др.).
В 1970 году город насчитывал 31,5 тыс. жителей, имел упорядоченную планировку с прямоугольной сетью улиц и был застроен в основном одноэтажными жёлтыми и розовыми домами с деревянными и металлическими решётками на окнах. Здесь действовали предприятия табачной, целлюлозно-бумажной и обувной промышленности.

С 1988 года — в списке Всемирного наследия ЮНЕСКО.

## Современное состояние
Город-музей (дома и церкви, построенные на рубеже XVIII и XIX веков — дворец Брунет, дворец Иснага, церковь Сан-Франсиско де Асис, церковь Сан-Франсиско де Паула и др.). В течение ста лет этот город был изолирован от остальной части острова, благодаря чему дома и мощеные брусчаткой улицы великолепно сохранились.
В 12 км. к юго-западу от Тринидада начинаются коса Анкон (длина 6 км.) и пляж.

## Транспорт
- узел автомобильных дорог[5], станция железной дороги[5] и морской порт[1]

## Известные уроженцы
- Берроа, Каталина (1849—1911) — кубинская пианистка, музыкальный педагог, композитор. Первый дирижёр на Кубе.
- Томас Сан-Хиль (1939—1963), Чеито Леон (1938—1964) — командиры антикоммунистического Восстания Эскамбрай.

## Галерея

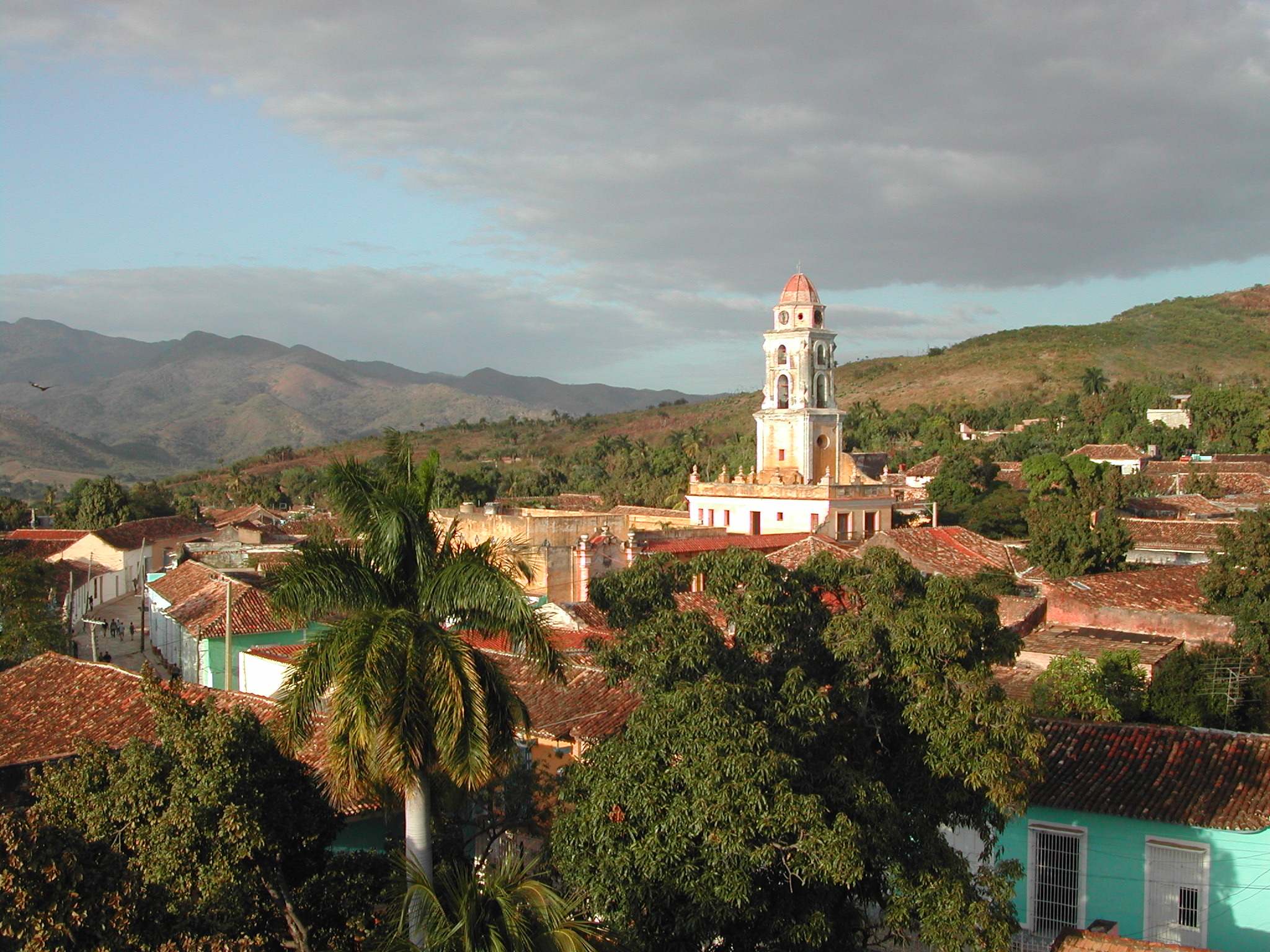
Вид на город
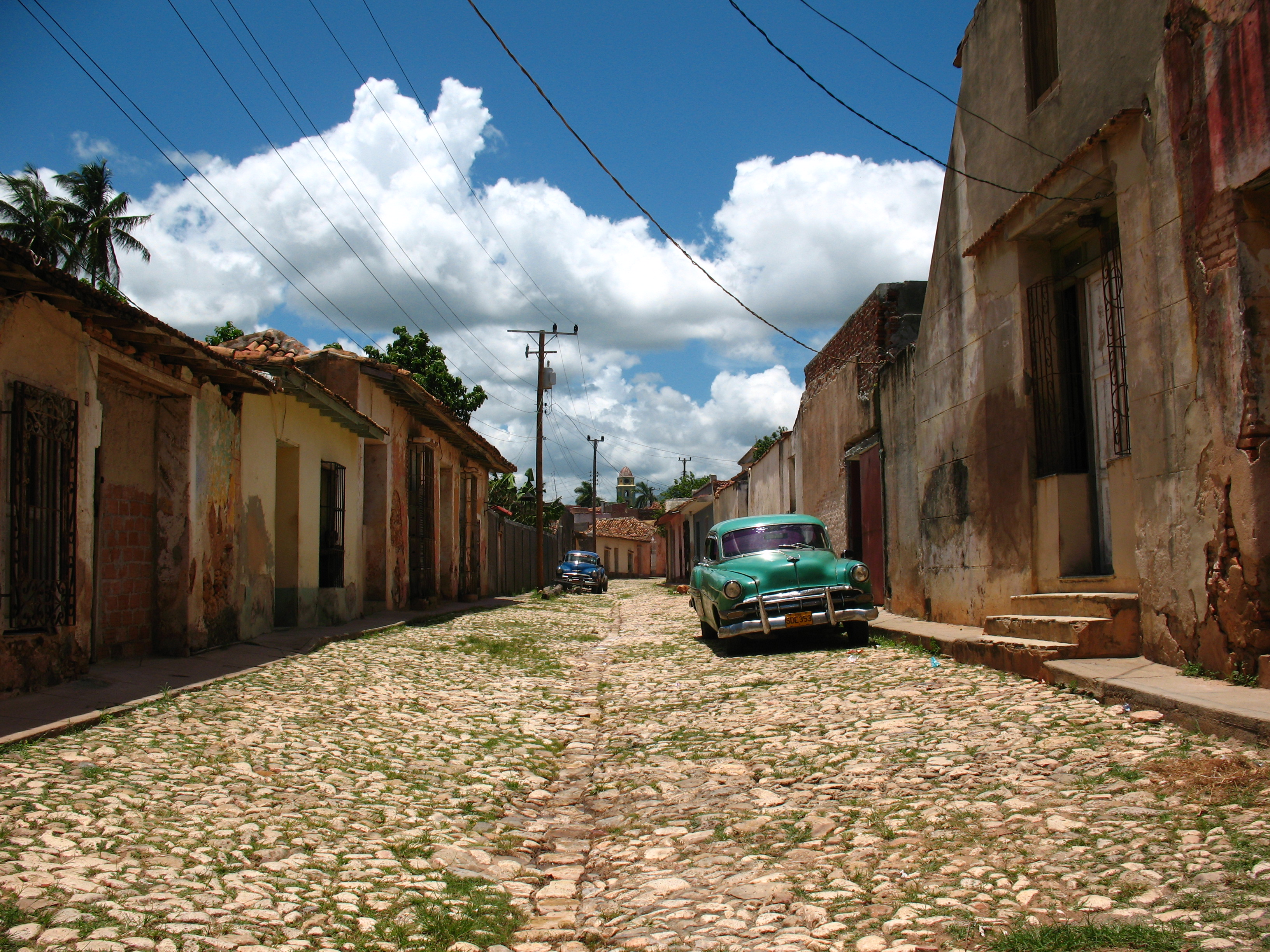
Одна из улиц города
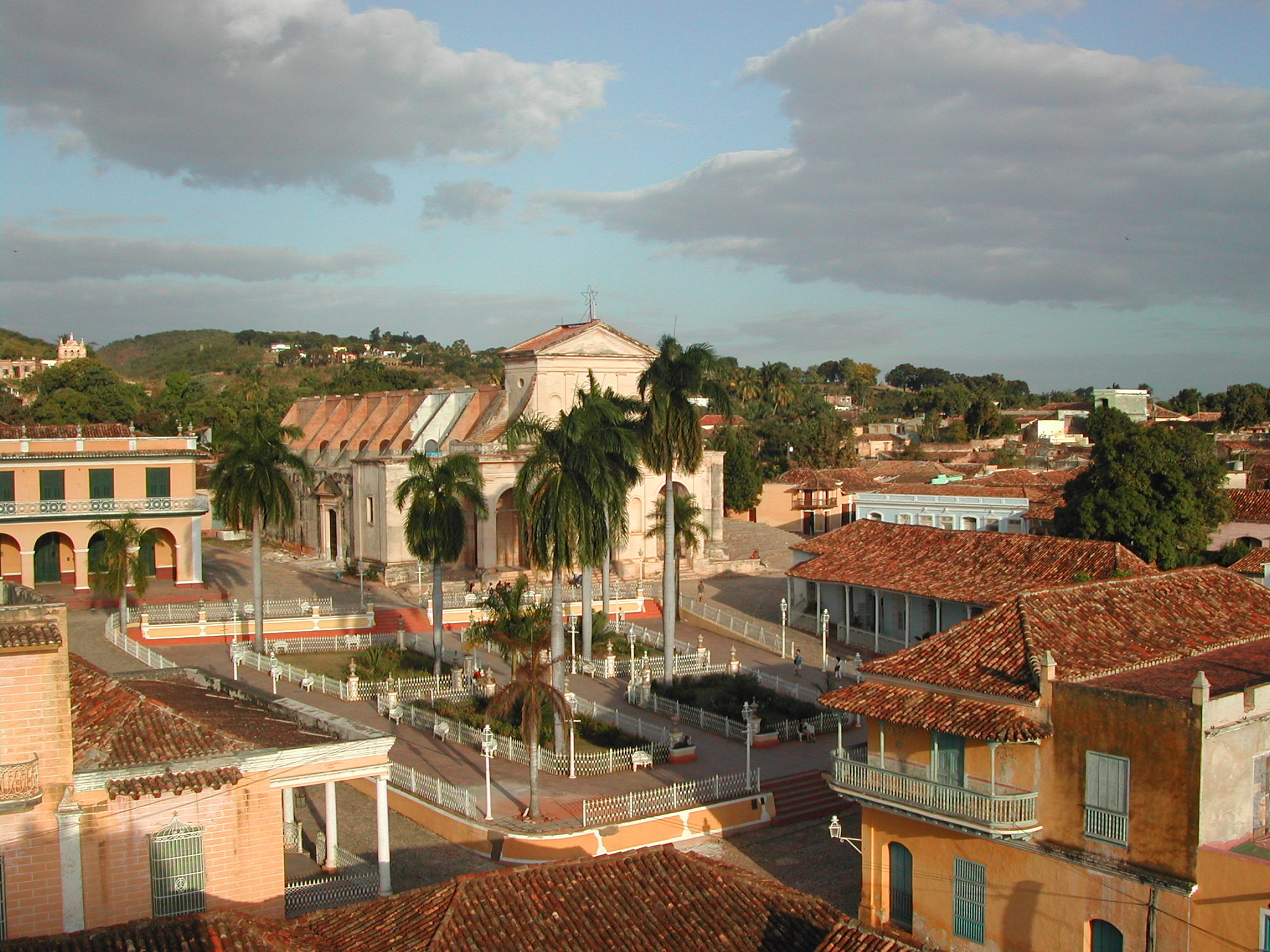
Тринидад
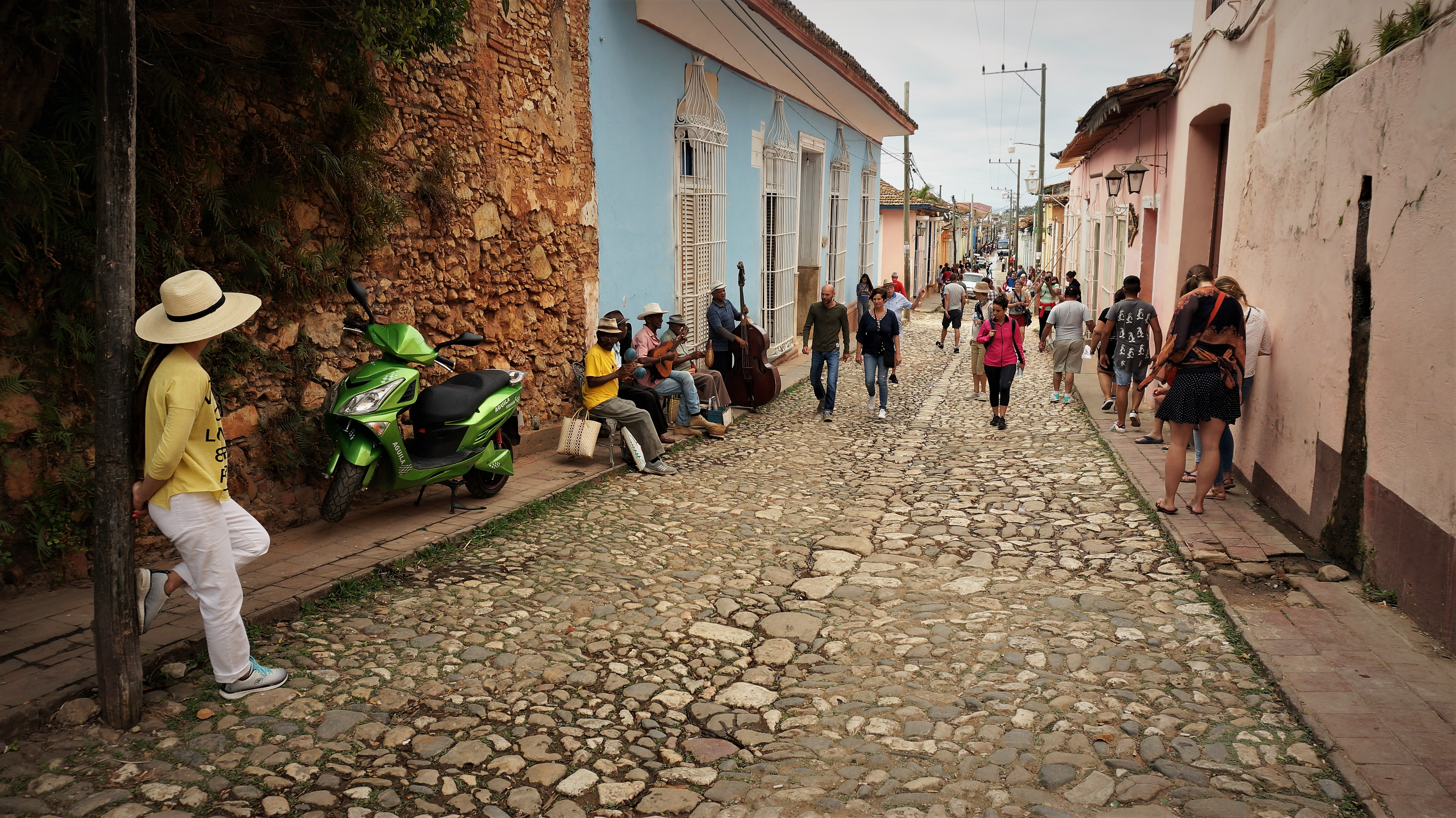
Тринидад. Девочка в шляпе.
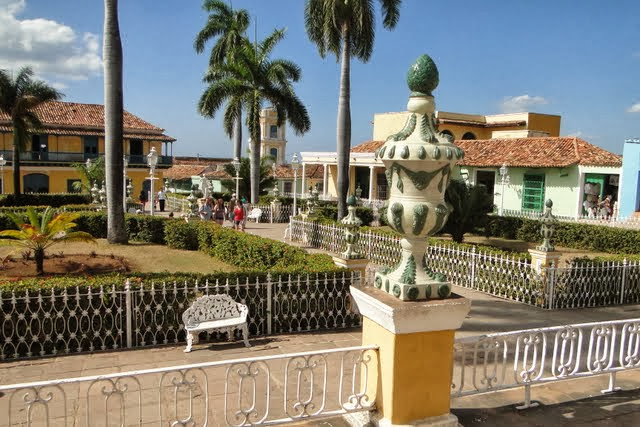
Главная площадь
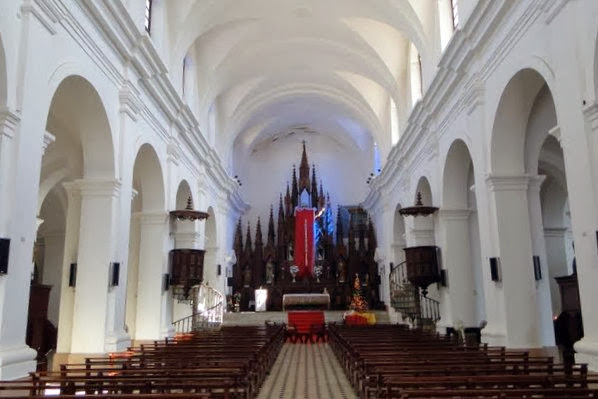
В церкви Святой Троицы